# Frederick Arnold Constantin Basil Adema
Frederick Arnold Constantin Basil Adema ( 1939 ) es un botánico neerlandés, que se especializa en la familia Sapindaceae. Ha realizado expediciones botánicas a Venezuela.

## Algunas publicaciones
- fredericus a.c.b. Adema. 2008. „Stage-, ministage- en scriptieonderwerpen“. Ed. Nationaal Herbarium Nederland, 52 pp.

- ---------------------------------, pieter w. Leenhouts, peter c. Welzen. 1996. „Sapindaceae“. Editor Rijksherbarium/Hortus Botanicus, 112 pp.

- ---------------------------------, s. Kalkman, j. Mennema, a.a. Sterk, e.j. Weeda, v. Westhoff, h.c.d. de Wit. 1981. „Flora Neerlandica. Flora van Nederland“. Ed. De Koninklijke Nederlandsche Botanische Vereniging, 79 pp.

- ---------------------------------. 1969. „Identities of the Australian Species of Polygala Represented in the Brisbanes Herbarium“. Ed. reimpresa. 6 pp.

- La abreviatura «Adema» se emplea para indicar a Frederick Arnold Constantin Basil Adema como autoridad en la descripción y clasificación científica de los vegetales.[3]